# Microgramma dictyophylla
Microgramma dictyophylla är en stensöteväxtart som först beskrevs av Kze. och Georg Heinrich Mettenius, och fick sitt nu gällande namn av De la Sota. Microgramma dictyophylla ingår i släktet Microgramma och familjen Polypodiaceae. Inga underarter finns listade.